# Passage Sainte-Avoie
Le passage Sainte-Avoie (ou Sainte-Avoye) est une voie du 3e arrondissement de Paris, située dans le quartier du Marais. Il s'agit d'un passage privé qui n'est pas accessible au public.

## Situation et accès
Le passage suit le tracé de l'enceinte de Philippe Auguste qui aurait coupé la rue Rambuteau actuelle face au débouché de la rue Pecquay, et qui sortait dans la rue du Temple actuelle entre les nos 60 et 62.
Ce site est desservi par la station de métro Rambuteau.

## Origine du nom
Le nom est dû au couvent des religieuses de Sainte-Avoie (ou Hedwige) qui se trouvait dans le voisinage.

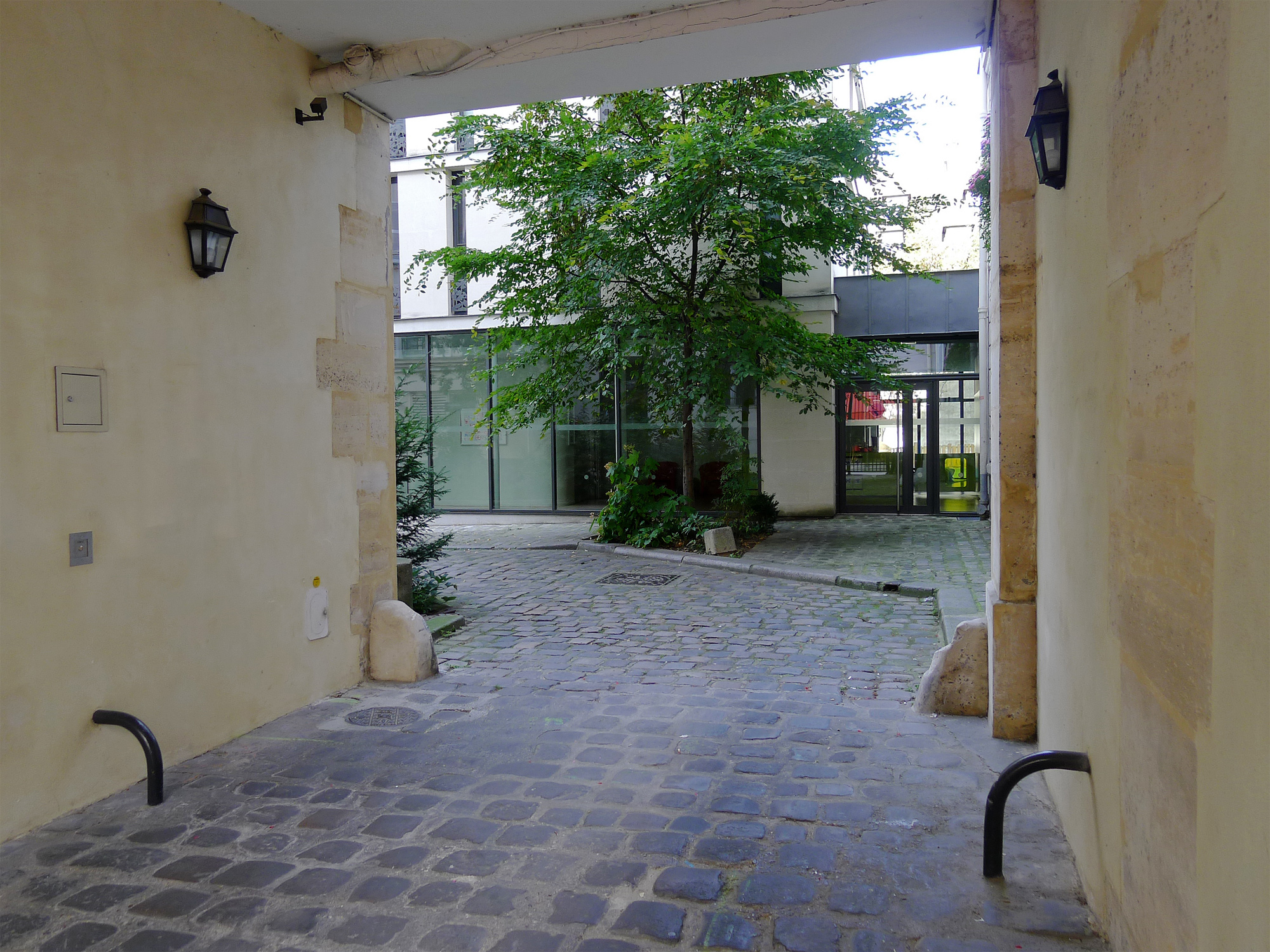
Entrée, côté rue Rambuteau.
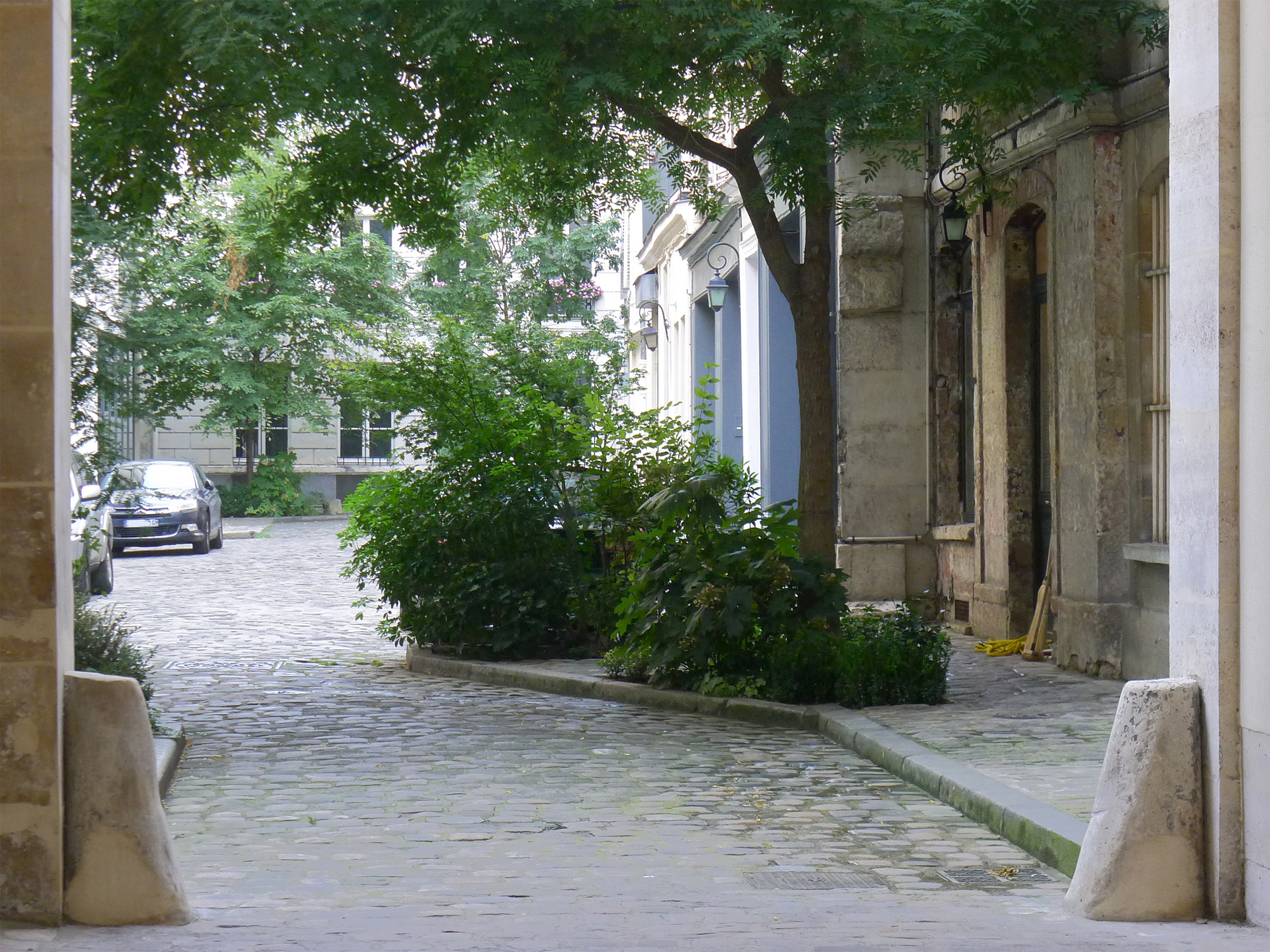
Entrée, côté rue du Temple.

## Historique
Ce passage a été ouvert en 1828, sur l'emplacement des hôtels de Mesmes et Angran d'Alleray. L'hôtel de Mesmes avait été habité par le roi Henri II, qui le fit appeler le Logis du Roy.
C'est dans cet hôtel que mourut le 12 novembre 1567 le connétable Anne de Montmorency, blessé d'un coup de pistolet chargé de trois balles à la bataille de Saint-Denis. Le Maréchal Anne de Montmorency, avait assisté à plus de deux cents combats, et servi sous les ordres de cinq rois, Louis XII, François Ier, Henri II, François II et Charles IX.